# 1986 في جمهورية أيرلندا
فيما يلي قوائم الأحداث التي وقعت خلال عام 1986 في جمهورية أيرلندا.

## سياسة

### تعيين في المنصب
- 14 فبراير – آلان الدوقات وزير العدل والمساواة [الإنجليزية]‏.
- 14 فبراير – جون بروتون وزير المالية [الإنجليزية]‏.

### انتهاء فترة المنصب
- 14 فبراير – آلان الدوقات وزير المالية [الإنجليزية]‏.
- 14 فبراير – جون بروتون وزير الأشغال والمشاريع والابتكار [الإنجليزية]‏.

## مواليد

### يناير
- 6 يناير – بول مكشين لاعب كرة قدم أيرلندي.[1]

### فبراير
- 17 فبراير – جوي أوبراين لاعب كرة قدم أيرلندي.[2]

### مارس
- 5 مارس – دومينيك مكلجت ممثلة أيرلندية.

### أبريل
- 1 أبريل – ستيفن كوين لاعب كرة قدم أيرلندي.[3]

### مايو
- 16 مايو – أندي كيو لاعب كرة قدم أيرلندي.[4]

### أغسطس
- 18 أغسطس – جيمس كلوسكي لاعب كرة مضرب أيرلندي.
- 22 أغسطس – ستيفن آيرلند لاعب كرة قدم أيرلندي.

### نوفمبر
- 6 نوفمبر – كونور سامون لاعب كرة قدم أيرلندي.[5]
- 25 نوفمبر – آرون ويستبروكس لاعب كرة سلة أيرلندي.

## وفيات

### فبراير
- 10 فبراير – جيمس ديلون (مواليد 1902) سياسي أيرلندي.